# Porty wodne we Wrocławiu

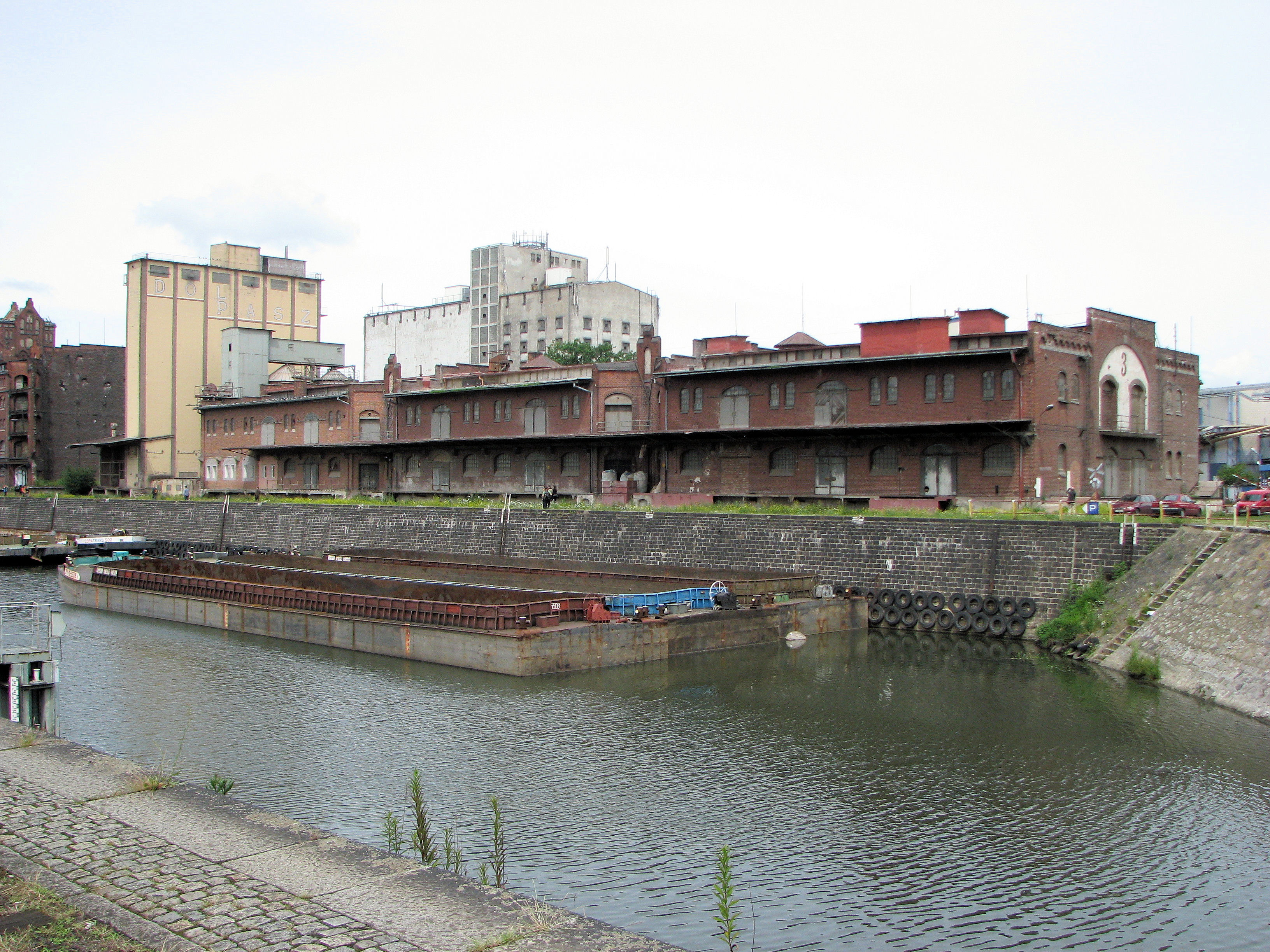
Port Miejski we Wrocławiu

Porty wodne we Wrocławiu – część infrastruktury śródlądowej drogi wodnej, w skład której wchodzi Odrzańska Droga Wodna, fragment międzynarodowej drogi wodnej, tzw. Europejskiej Drogi Wodnej E-30 oraz tzw. Wrocławski Węzeł Wodny – jeden z większych w Polsce. Znajdują się tu zarówno towarowe porty rzeczne przeznaczone do obsługi transportu towarowego, przeładownie i nabrzeża towarowe, jak i przystanie, mariny, przystanie żeglugi pasażerskiej (tzw. białej floty) oraz zimowiska i miejsca cumowania dla jednostek pływających. Znaczne zmniejszenie transportu towarowego drogą wodną spowodowało, że bardzo duża część infrastruktury portowej została zlikwidowana lub w znaczącym stopniu ograniczona. Urządzenia i budynki portów towarowych w wielu przypadkach zostały rozebrane lub zdemontowane, a także w dużej części przeznaczone na inną działalność. W ostatnim okresie nastąpił jednak rozwój żeglugi pasażerskiej, rekreacyjnej, sportowej, wycieczkowej i turystycznej. W mieście powstały nowe przystanie i mariny, wypożyczalnie małego sprzętu wodnego (łodzi i kajaków) oraz udostępniono dla żeglugi Śródmiejski Węzeł Wodny.

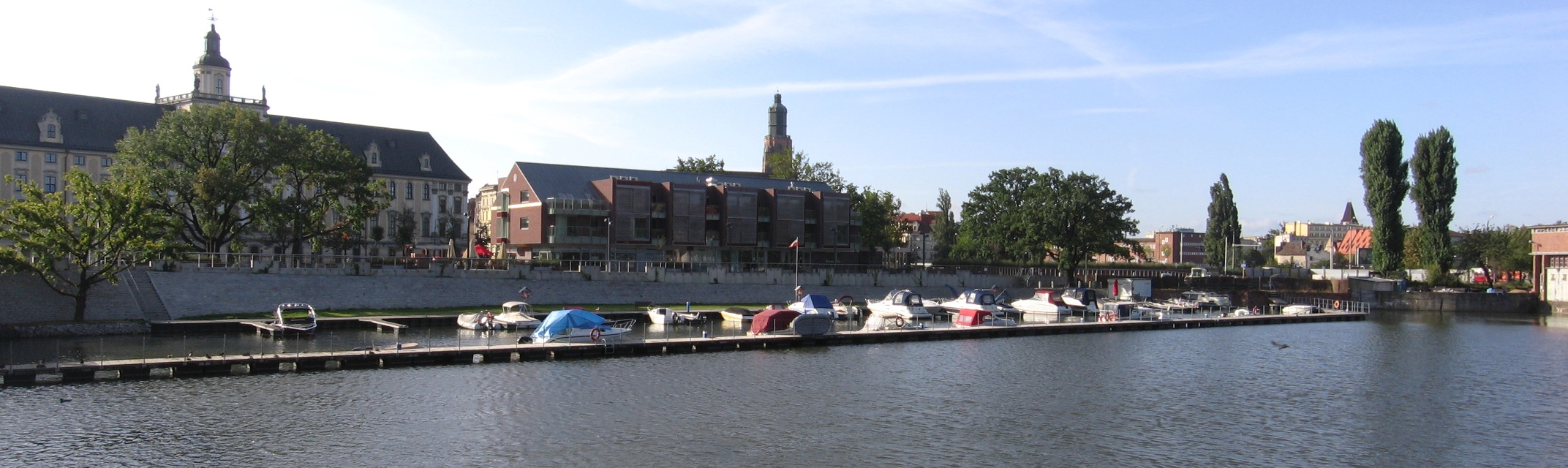
Marina Topacz

## Historia

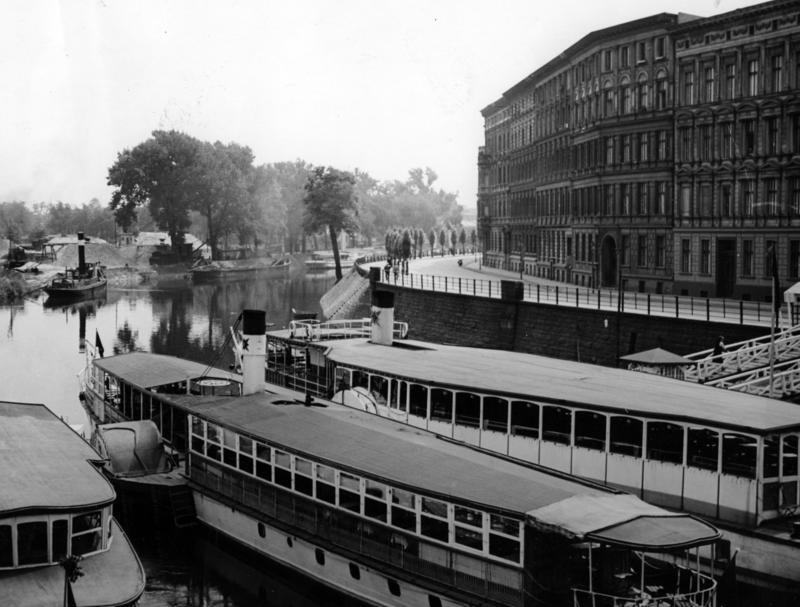
Wejście do Portu Ujście Oławy

Wzmianki o pierwszym porcie miejskim we Wrocławiu pochodzą z 1358. W latach 1670–1945 jako port wykorzystywano jedno z ramion rzeki, tzw. Odrę Południową. Na wyspie Kępa Mieszczańska funkcjonował żuraw portowy wybudowany w 1681. Druga połowa XIX wieku i początek XX wieku to szybki rozwój portów i nabrzeży. Powstały porty na Dolnej Odrze Wrocławskiej: Port Popowice w 1868, Port Miejski w latach 1897–1901, port przy moście kolejowym w 1903; a także na górnej Odrze śródmiejskiej Port Ujście Oławy w latach 1842–1844.
Kolejne porty i nabrzeża związane z rozwijającym się w mieście przemysłem, powstały przy kanałach żeglugowych: przy Kanale Miejskim wybudowanym w latach 1892–1897 dla lewobrzeżnych zakładów, m.in. Nabrzeże Browaru Piastowskiego, czy nabrzeże przeładunkowe zboża przy elewatorze oraz przy Kanale Żeglugowym wybudowanym w latach 1913–1917 powstały nabrzeża i przeładownie dla zlokalizowanych na prawym brzegu fabryk i zakładów przemysłowych. Zimowisko barek Osobowice (Zimowisko Osobowice 1) powstało w latach 1915–1932, a zimowisko barek Osobowice 2 w 1941. Okres powojenny to eksploatacja istniejących portów i nabrzeży oraz sukcesywne ich zamykanie. Stopniowo likwidowano kolejne urządzenia portowe w przeładowniach i wyłączano nabrzeża z eksploatacji.

## Zimowiska, miejsca postoju

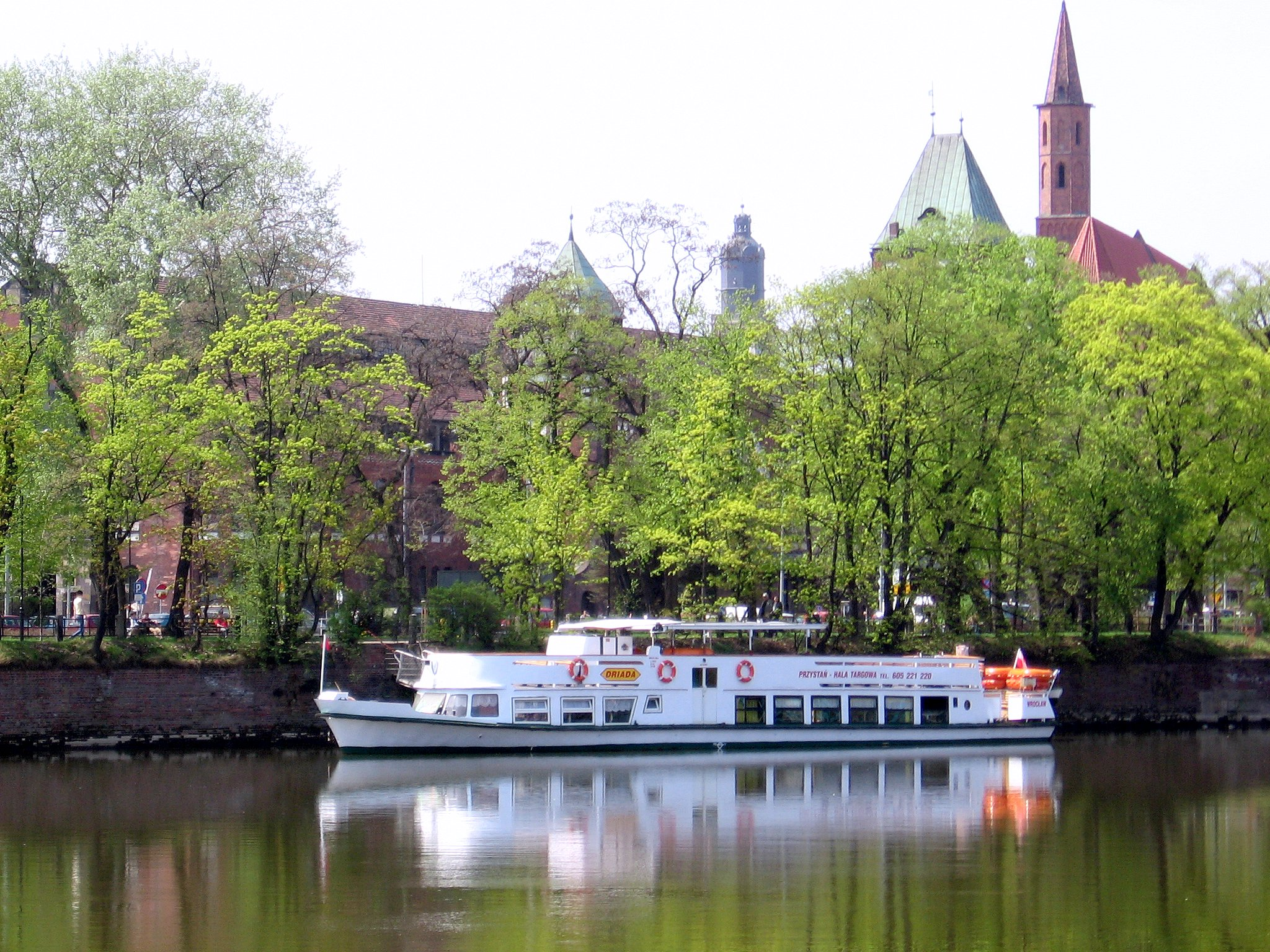
Przystań przy Hali Targowej

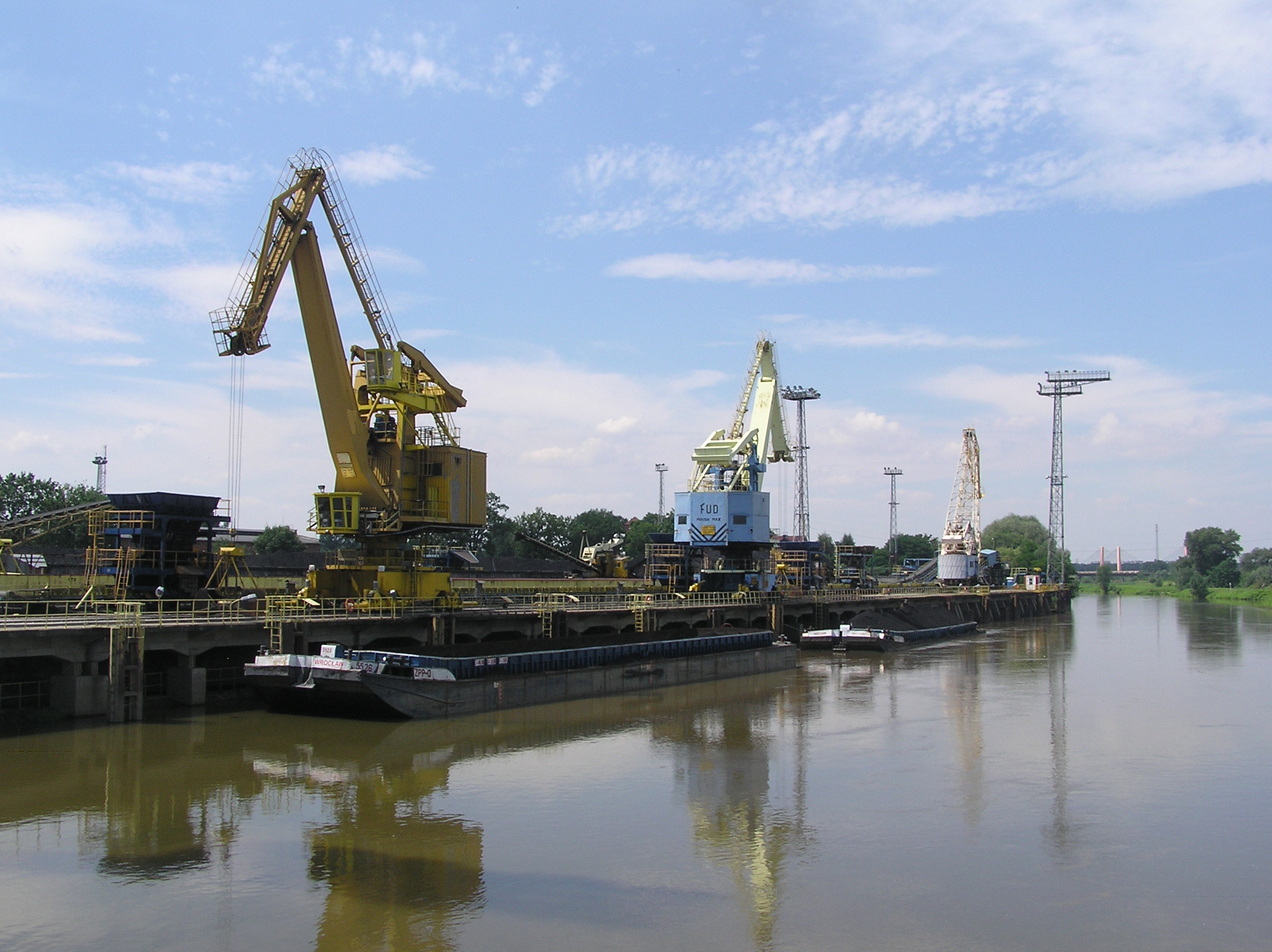
Przeładownia Elektrociepłowni Wrocław

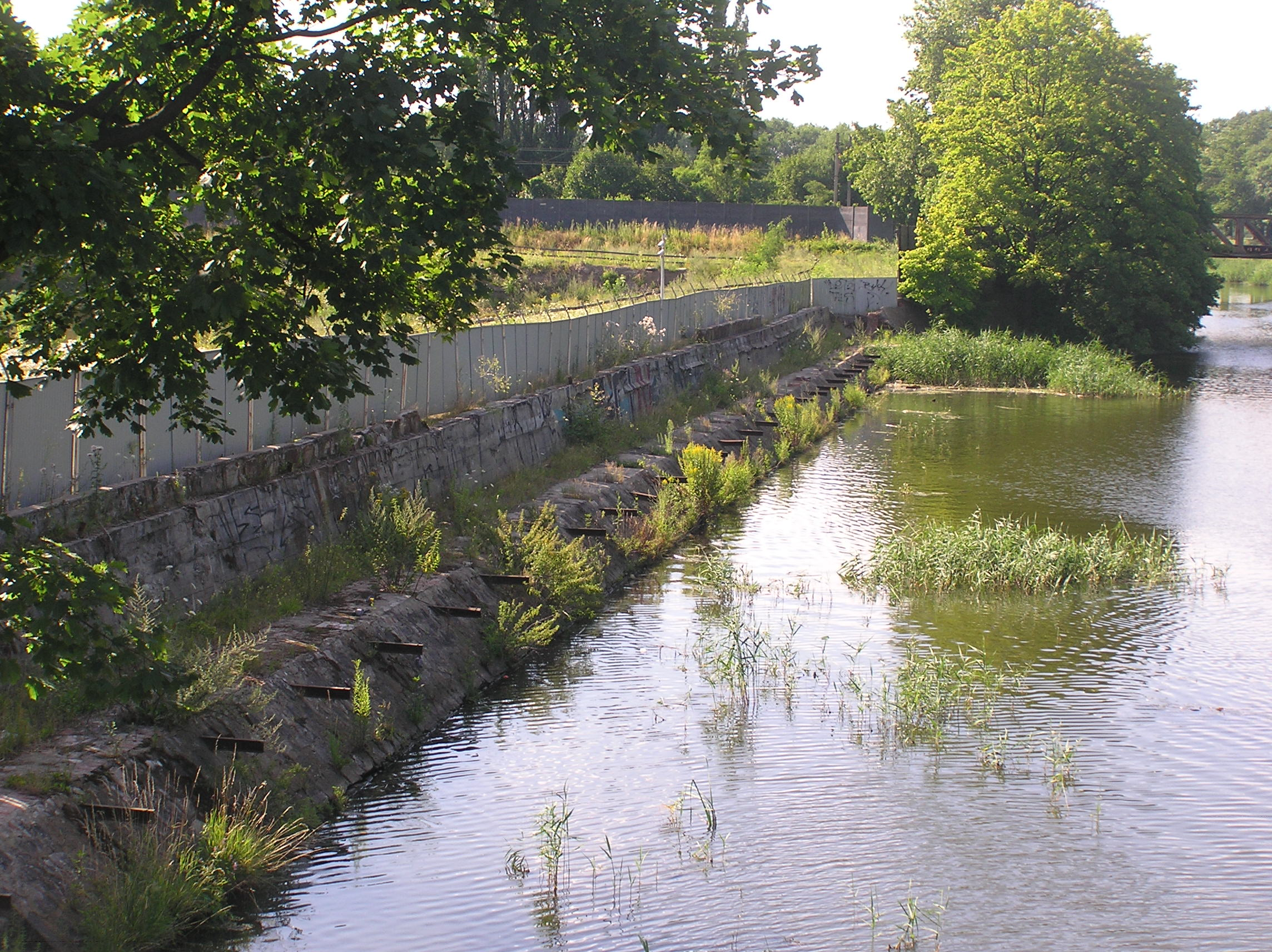
Nabrzeże Browaru Piastowskiego

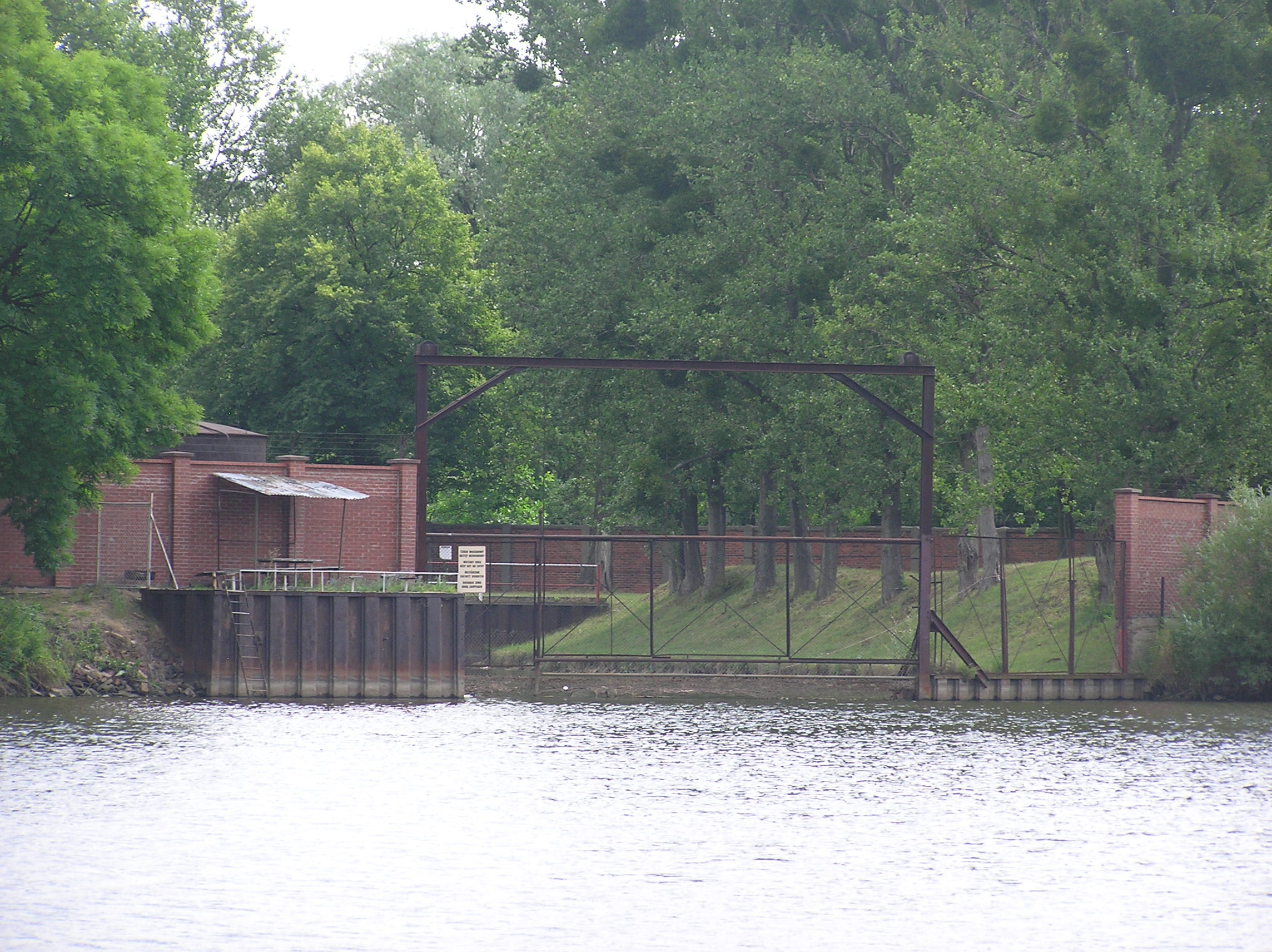
Wojskowy port przeładunkowy paliw płynnych

Podobnie jak porty i przystanie, dla żeglugi śródlądowej, istotne są miejsca postoju dla jednostek pływających, miejsca postoju na czas wezbrań oraz zimowiska. Te ostatnie umożliwiają postój jednostek w okresach zimowej przerwy nawigacyjnej. Miejsca te określają przepisy wydane przez uprawnione organy administracji z zakresu gospodarki wodnej i żeglugi. Dla Wrocławia istotne jest zarządzenie dotyczące tej części Odrzańskiej Drogi Wodnej, które określa między innymi w § 5 „szczegółowe zasady ruchu i postoju statków”, że zgodnie z pkt 5, w okresie zamknięcia ruchu żeglugowego podczas nawigacyjnej przerwy zimowej, postoje statków są dozwolone na terenie Wrocławia: w dolnym kanale Śluzy Opatowice (lit. c), w górnym kanale Śluzy Szczytniki (lit. d), w Kanale Żeglugowym na odcinku od Śluzy Bartoszowice do Śluzy Zacisze (lit. e), w dolnym kanale Śluzy Różanka (lit. f), w dolnym kanale Śluzy Miejskiej (lit. g) i zarówno w górnym, jak i dolnym kanale Śluz Rędzin (lit. h). Zarządzenie to określa także inne warunki postoju różnych jednostek dla różnych warunków nawigacyjnych.
Dla Śródmiejskiego Węzła Wodnego warunki żeglugi i postoju określa komunikat RZGW we Wrocławiu w sprawie udostępnienia tego węzła dla żeglugi. Określono między innymi miejsca dopuszczalnego cumowania jednostek, w Kanale Młyna Maria przy Wyspie Słodowej. Ponadto oprócz portów istnieją we Wrocławiu dwa zimowiska: Zimowisko Osobowice 1 i Zimowisko Osobowice 2.

## Zestawienie
| Nazwa                                      | Ramię, kanał              | Rodzaj                                   | Data powstania | Obecnie                                             |
| ------------------------------------------ | ------------------------- | ---------------------------------------- | -------------- | --------------------------------------------------- |
| Port Miejski                               | dolna Odra śródmiejska    | port towarowy                            | 1901           | istnieje częściowo                                  |
| Port Popowice                              | Dolna Odra Wrocławska     | port towarowy                            | 1888           | zamknięty, pozostał basen                           |
| Port Kozanów                               | Dolna Odra Wrocławska     | port towarowy, wcześniej stocznia        | 1899           | przystań Marina Kozanów                             |
| Port Ujście Oławy                          | górna Odra śródmiejska    | port towarowy                            | 1842           | przeładownia żwiru                                  |
| Port Przeładunkowy Paliw Płynnych          | Kanał Żeglugowy           | port towarowy                            | 1923           | zamknięty, pozostał basen                           |
| Wojskowy port przeładunkowy paliw płynnych | Kanał Żeglugowy           | port towarowy, wojskowy                  |                |                                                     |
| Przeładownia Elektrociepłowni Wrocław      | Kanał Miejski, Stara Odra | port towarowy                            |                | przeładownia węgla                                  |
| Przeładownia przy ulicy Betonowej          | Kanał Żeglugowy           | port towarowy                            |                | zamknięta 1986 r., pozostało nabrzeże               |
| Nabrzeże Browaru Piastowskiego             | Kanał Miejski             | port towarowy                            | 1894           | zamknięte w latach 70. XX wieku, pozostało nabrzeże |
| Nabrzeże przeładunkowe zboża               | Kanał Miejski             | port towarowy                            |                | zamknięte, pozostało nabrzeże                       |
| Nabrzeże zakładów chemicznych              | Kanał Żeglugowy           | port towarowy                            |                | zamknięte w latach 80. XX wieku, pozostało nabrzeże |
| Zimowisko Osobowice 1                      | Dolna Odra Wrocławska     | zimowisko                                | 1932           |                                                     |
| Zimowisko Osobowice 2                      | Dolna Odra Wrocławska     | zimowisko                                | 1941           |                                                     |
| Marina Topacz                              | Odra Północna             | przystań jachtowa                        | 2009           | funkcjonuje                                         |
| Marina Wrocław                             | Dolna Odra Wrocławska     | przystań jachtowa                        | 2019           | funkcjonuje                                         |
| Przystań przy Hali Targowej                | górna Odra śródmiejska    | przystań pasażerska, towarowa            |                | funkcjonuje przystań pasażerska                     |
| Przystań Rancho                            | górna Odra śródmiejska    | przystań jachtowa                        |                | funkcjonuje                                         |
| Przystań Zwierzyniecka                     | Stara Odra                | przystań pasażerska                      | 1963           | funkcjonuje                                         |
| Zatoka Gondoli                             | górna Odra śródmiejska    | przystań pasażerska, wypożyczalnia łodzi | 1886, 2007     | funkcjonuje                                         |
| Przystań Zatoka                            | dolna Odra śródmiejska    | przystań jachtowa                        |                | funkcjonuje                                         |
| Przystań Stanica                           | dolna Odra śródmiejska    | przystań jachtowa                        | 1973           | funkcjonuje                                         |